# 12-Stunden-Rennen von Sebring 2014

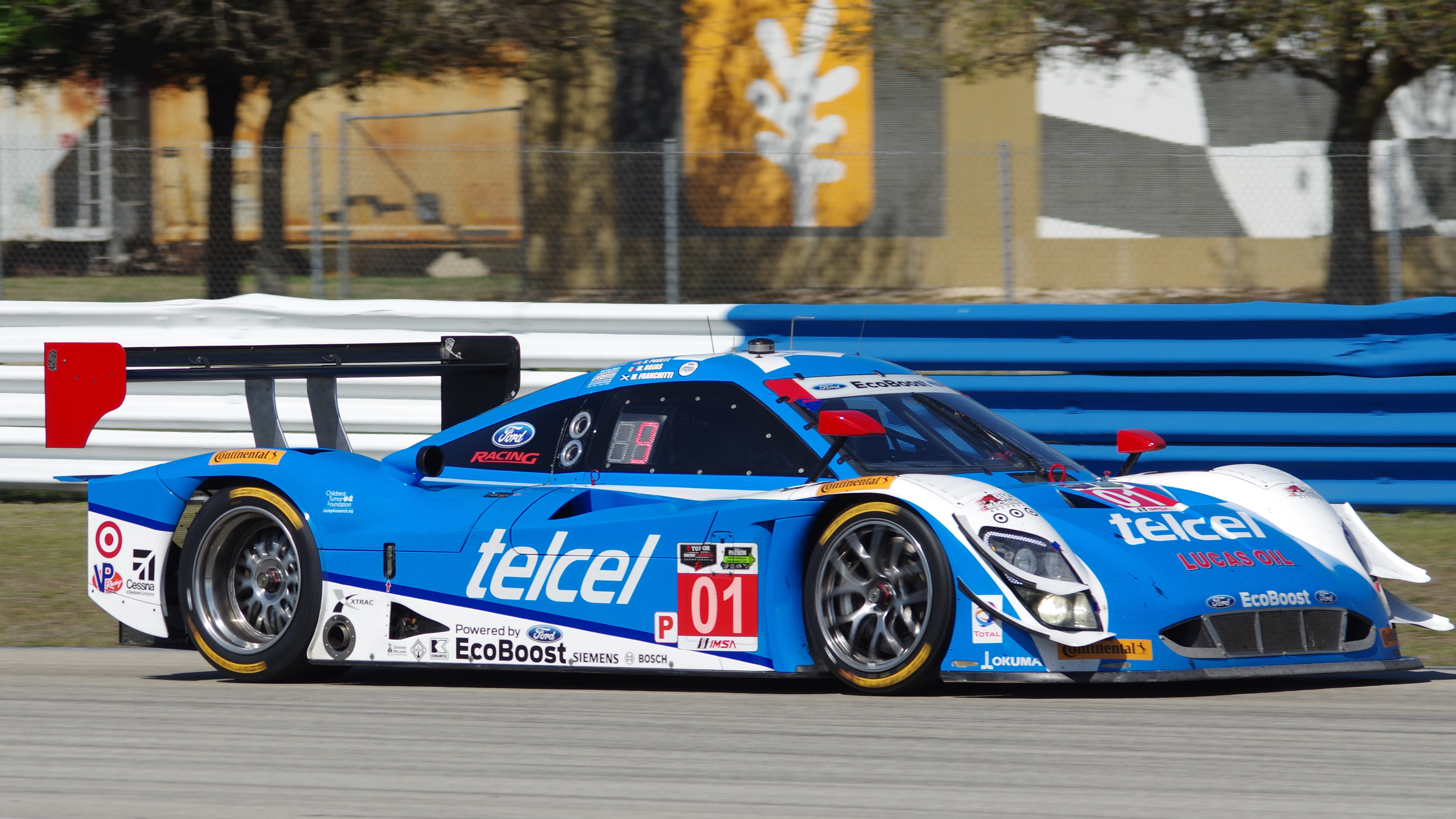
Der Siegerwagen. Riley MkXXVI von Scott Pruett, Memo Rojas und Marino Franchitti

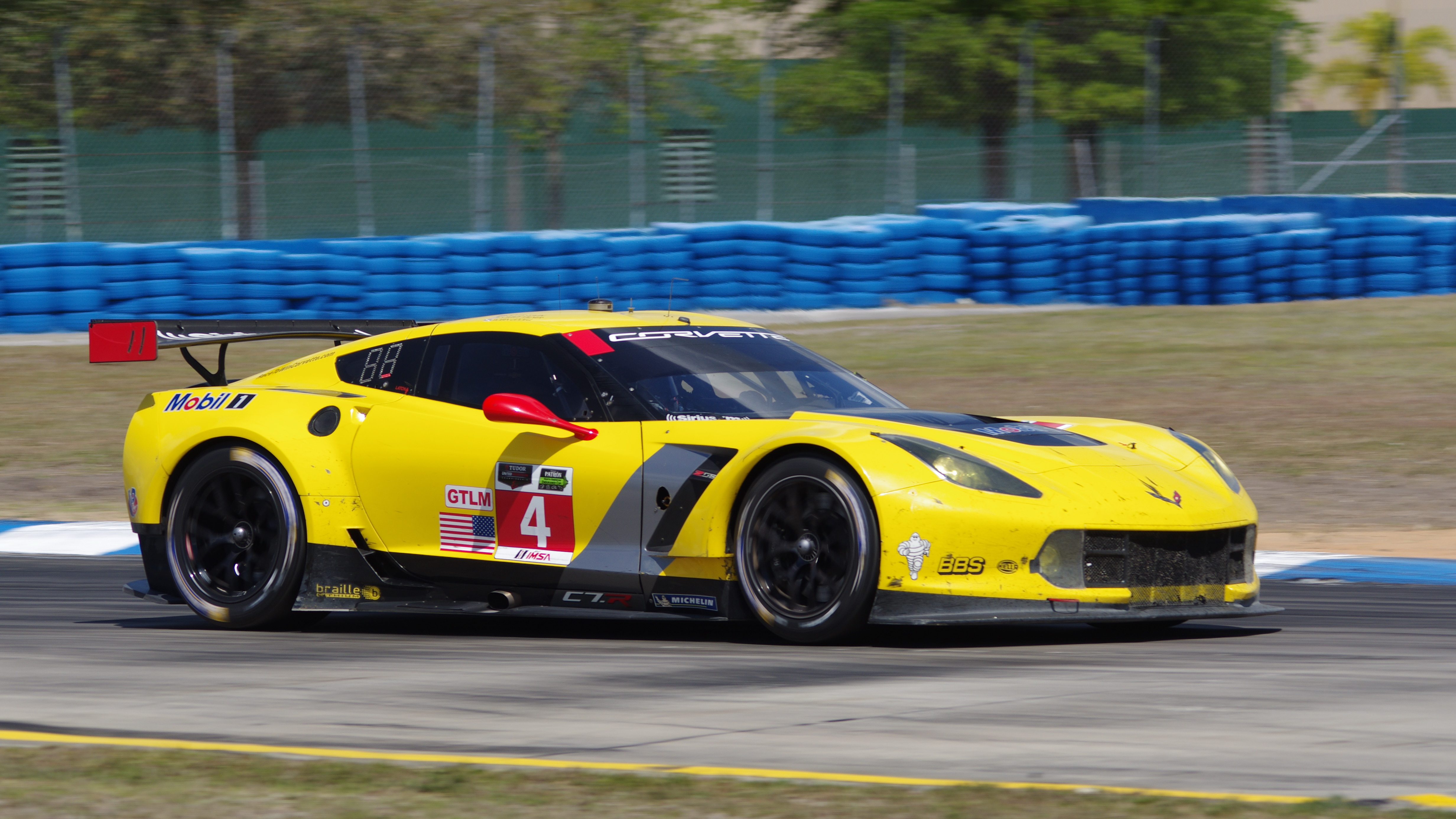
Chevrolet Corvette C7.R

Das 62. 12-Stunden-Rennen von Sebring, auch 62nd Mobil 1 12 Hours of Sebring fueled by Fresh from Florida, fand am 15. März 2014 auf dem Sebring International Raceway statt und war der zweite Wertungslauf der United SportsCar Championship 2014.

## Vor dem Rennen
Nach dem Ende der American Le Mans Series gab es mit der United SportsCar Championship eine neue Rennserie. Die Serie entstand aus dem Zusammenschluss der American Le Mans Series und der Rolex Sports Car Series und bildete damit die höchste amerikanische Sportwagenserie. Beide Vorgängerserien waren nach dem Ende der IMSA-GT-Meisterschaft entstanden.

## Das Rennen
Die United SportsCar Championship vereinigte die Rennklassen aus den beiden bisherigen Serien. Prototype Class (P): In dieser Klasse waren die ehemalige ALMS-LMP2-Klasse sowie die Daytona-Prototype-Klasse aus der Rolex Sports Car Series vereinigt. Außerdem trat der DeltaWing, der bisher ein LMP1-Fahrzeug war, in dieser Klasse an. Prototype Challenge (PC): Diese Klasse wurde analog der aktuellen ALMS-Klasse gleichen Namens fortgeführt. Gran Turismo Le Mans (GTLM): Diese Klasse wurde analog der aktuellen GT-Klasse der ALMS fortgeführt. Gran Turismo Daytona (GTD): In dieser Klasse waren die ehemalige ALMS-Klasse GTC sowie die GT- und GX-Klassen der Rolex Sports Car Series vereinigt. Die bisherige LMP1-Klasse der ALMS wurde ersatzlos gestrichen.
Das Rennen wurde durch eine späte Gelbphase entschieden, nachdem schon vorher die halbe Renndistanz unter Gelb gefahren worden war. Elf Mal musste das Safety Car auf die Strecke, ein Negativrekord in der Geschichte des 12-Stunden-Rennens. Bei keinem anderen Sebring-Rennen wurde bei trockener Strecke so lange hinter dem Safety Car gefahren wie 2014. Nach zwei schweren Unfällen mit PC-Fahrzeugen wurde das Rennen sogar mit der roten Flagge unterbrochen. Im Ziel lagen acht Fahrzeuge mit dem Siegerwagen in derselben Runde. Die Gesamtsieger waren Scott Pruett, Memo Rojas und Marino Franchitti auf einem Riley MkXXVI, die vor der letzten Gelbphase ihren letzten Boxenstopp schon hinter sich hatten und bis zu dieser Phase nie in Führung lagen. Der Erfolg war nur möglich, weil die stundenlang um den Sieg kämpfenden Ryan Dalziel und Sébastien Bourdais unter Gelb tanken mussten und dabei den Sieg verloren.

## Ergebnisse

### Schlussklassement
| 1               | P    | 01  | Chip Ganassi Racing with Felix Sabates   | Scott Pruett Memo Rojas Marino Franchitti                          | Riley MkXXVI                 | 291 |
| 2               | P    | 1   | Extreme Speed Motorsports                | Scott Sharp Ryan Dalziel David Brabham                             | HPD ARX-03b                  | 291 |
| 3               | P    | 5   | Action Express Racing                    | João Barbosa Christian Fittipaldi Sébastien Bourdais               | Chevrolet Corvette DP        | 291 |
| 4               | P    | 42  | OAK Racing                               | Olivier Pla Alex Brundle Gustavo Yacamán                           | Morgan LMP2                  | 291 |
| 5               | P    | 2   | Extreme Speed Motorsports                | Ed Brown Johannes van Overbeek Simon Pagenaud                      | HPD ARX-03b                  | 291 |
| 6               | P    | 02  | Chip Ganassi Racing with Felix Sabates   | Scott Dixon Tony Kanaan Sage Karam                                 | Riley MkXXVI                 | 291 |
| 7               | P    | 10  | Wayne Taylor Racing                      | Ricky Taylor Jordan Taylor Max Angelelli                           | Dallara Corvette DP          | 291 |
| 8               | P    | 9   | Action Express Racing                    | Brian Frisselle Burt Frisselle Jon Fogarty                         | Chevrolet Corvette DP        | 291 |
| 9               | P    | 60  | Michael Shank Racing with Curb Agajanian | John Pew Oswaldo Negri Justin Wilson                               | Riley MkXXVI                 | 291 |
| 10              | PC   | 54  | CORE Autosport                           | Colin Braun Jon Bennett James Gue                                  | Oreca FLM09                  | 288 |
| 11              | PC   | 09  | RSR Racing                               | Bruno Junqueira Duncan Ende David Heinemeier Hansson               | Oreca FLM09                  | 288 |
| 12              | GTLM | 912 | Porsche North America                    | Patrick Long Michael Christensen Jörg Bergmeister                  | Porsche 911 RSR              | 286 |
| 13              | GTLM | 93  | SRT Motorsports                          | Jonathan Bomarito Kuno Wittmer Rob Bell                            | SRT Viper GTS-R              | 286 |
| 14              | GTLM | 55  | BMW Team RLL                             | Bill Auberlen Joey Hand Andy Priaulx                               | BMW Z4 GTLM                  | 286 |
| 15              | GTLM | 57  | Krohn Racing                             | Tracy Krohn Niclas Jönsson Andrea Bertolini                        | Ferrari 458 Italia GT2       | 286 |
| 16              | GTLM | 17  | Team Falken Tire                         | Bryan Sellers Wolf Henzler Marco Holzer                            | Porsche 911 RSR              | 285 |
| 17              | GTLM | 4   | Corvette Racing                          | Tommy Milner Oliver Gavin Robin Liddell                            | Chevrolet Corvette C7.R      | 285 |
| 18              | GTLM | 91  | SRT Motorsports                          | Dominik Farnbacher Marc Goossens Ryan Hunter-Reay                  | SRT Viper GTS-R              | 284 |
| 19              | GTLM | 3   | Corvette Racing                          | Jan Magnussen Antonio García Ryan Briscoe                          | Chevrolet Corvette C7.R      | 283 |
| 20              | GTLM | 911 | Porsche North America                    | Nick Tandy Richard Lietz Patrick Pilet                             | Porsche 911 RSR              | 282 |
| 21              | PC   | 8   | Starworks Motorsport                     | Renger van der Zande Martín Fuentes Sam Bird David Cheng           | Oreca FLM09                  | 281 |
| 22              | PC   | 85  | JDC Miller Motorsports                   | Gerry Kraut Chris Miller Stephen Simpson                           | Oreca FLM09                  | 280 |
| 23              | GTD  | 44  | Magnus Racing                            | Andy Lally John Potter Marco Seefried                              | Porsche 911 GT America       | 278 |
| 24              | GTD  | 555 | AIM Autosport                            | Bill Sweedler Townsend Bell Jeff Segal Maurizio Mediani            | Ferrari 458 Italia GT3       | 278 |
| 25              | GTD  | 23  | Team Seattle Alex Job Racing             | Ian James Mario Farnbacher Alex Riberas                            | Porsche 911 GT America       | 278 |
| 26              | GTD  | 22  | Alex Job Racing                          | Cooper MacNeil Leh Keen Philipp Frommenwiler                       | Porsche 911 GT America       | 278 |
| 27              | GTD  | 35  | Flying Lizard Motorsports                | Seth Neiman Dion von Moltke Filipe Albuquerque                     | Audi R8 LMS ultra            | 278 |
| 28              | GTD  | 46  | Fall-Line Motorsports                    | Charles Espenlaub Charles Putnam Christopher Mies                  | Audi R8 LMS ultra            | 278 |
| 29              | P    | 90  | Spirit of Daytona Racing                 | Michael Valiante Richard Westbrook Mike Rockenfeller               | Chevrolet Corvette DP        | 278 |
| 30              | P    | 70  | Speedsource                              | Sylvain Tremblay Tom Long Ben Devlin                               | Lola B12/80                  | 278 |
| 31              | GTLM | 56  | BMW Team RLL                             | John Edwards Dirk Müller Dirk Werner                               | BMW Z4 GTLM                  | 277 |
| 32              | GTD  | 94  | Turner Motorsport                        | Paul Dalla Lana Dane Cameron Shane Lewis Markus Palttala           | BMW Z4 GT3                   | 277 |
| 33              | GTD  | 45  | Flying Lizard Motorsports                | Spencer Pumpelly Alessandro Latif Nelson Canache Markus Winkelhock | Audi R8 LMS ultra            | 276 |
| 34              | GTD  | 13  | Rum Bum Snow Racing                      | Jan Heylen Madison Snow Matt Plumb Hugh Plumb                      | Porsche 911 GT America       | 273 |
| 35              | GTD  | 81  | GB Autosport                             | Bob Faieta Michael Avenatti Damien Faulkner Duncan Huisman         | Porsche 911 GT America       | 272 |
| 36              | GTD  | 32  | GMG Racing                               | Alex Welch James Sofronas Marc Basseng                             | Audi R8 LMS ultra            | 271 |
| 37              | PC   | 25  | 8 Star Motorsports                       | Tom Kimber-Smith Mike Marsal Éric Lux Sean Rayhall                 | Oreca FLM09                  | 271 |
| 38              | GTD  | 48  | Paul Miller Racing                       | Bryce Miller Matthew Bell Christopher Haase                        | Audi R8 LMS ultra            | 270 |
| 39              | GTD  | 51  | Spirit of Race                           | Matt Griffin Marco Cioci Michele Rugolo Jack Gerber                | Ferrari 458 Italia GT3       | 270 |
| 40              | GTD  | 49  | Spirit of Race                           | Gianluca Roda Paolo Ruberti Mirko Venturi                          | Ferrari 458 Italia GT3       | 263 |
| 41              | GTD  | 27  | Dempsey Racing                           | Patrick Dempsey Joe Foster Andrew Davis Norbert Siedler            | Porsche 911 GT America       | 244 |
| 42              | GTD  | 009 | TRG-AMR                                  | Brandon Davis Kris Wilson Max Riddle                               | Aston Martin V12 Vantage GT3 | 242 |
| 43              | GTD  | 73  | Park Place Motorsports                   | Kévin Estre Patrick Lindsey Jim Norman Mike Vess                   | Porsche 911 GT America       | 235 |
| 44              | PC   | 88  | BAR1 Motorsports                         | Doug Biefield Tomy Drissi Chapman Ducote Martin Plowman            | Oreca FLM09                  | 228 |
| 45              | GTD  | 007 | TRG-AMR                                  | James Davison Al Carter David Block                                | Aston Martin V12 Vantage GT3 | 215 |
| Ausgefallen     |      |     |                                          |                                                                    |                              |     |
| 46              | P    | 31  | Marsh Racing                             | Eric Curran Boris Said III Guy Cosmo                               | Chevrolet Corvette DP        | 249 |
| 47              | GTD  | 63  | Scuderia Corsa                           | Jeff Westphal Alessandro Balzan Lorenzo Casé Kyle Marcelli         | Ferrari 458 Italia GT3       | 234 |
| 48              | P    | 6   | Muscle Milk Pickett Racing               | Klaus Graf Lucas Luhr Jann Mardenborough                           | Oreca 03                     | 204 |
| 49              | P    | 50  | Highway to Help                          | Byron DeFoor Jim Pace David Hinton                                 | Riley MkXXVI                 | 200 |
| 50              | P    | 0   | DeltaWing Racing Cars                    | Andrew Meyrick Katherine Legge Gabby Chaves                        | DeltaWing DWC13              | 185 |
| 51              | GTD  | 19  | Mühlner Motorsports America              | Earl Bamber Kyle Gimple Ruggero Melgrati                           | Porsche 911 GT America       | 154 |
| 52              | PC   | 08  | RSR Racing                               | Chris Cumming Alex Tagliani Rusty Mitchell                         | Oreca FLM09                  | 125 |
| 53              | GTD  | 28  | Dempsey Racing                           | Franz Konrad Christian Engelhart Rolf Ineichen                     | Porsche 911 GT America       | 113 |
| 54              | PC   | 87  | BAR1 Motorsports                         | Gaston Kearby Bruce Hamilton Tõnis Kasemets                        | Oreca FLM09                  | 112 |
| 55              | P    | 07  | Speedsource                              | Tristan Nunez Joel Miller Tristan Vautier                          | Lola B12/80                  | 104 |
| 56              | PC   | 52  | PR1 Mathiesen Motorsports                | Mike Guasch Frankie Montecalvo Gunnar Jeannette                    | Oreca FLM09                  | 89  |
| 57              | PC   | 38  | Performance Tech Motorsports             | Charlie Shears David Ostella Raphael Matos                         | Oreca FLM09                  | 88  |
| 58              | GTLM | 62  | Risi Competizione                        | Giancarlo Fisichella Matteo Malucelli Gianmaria Bruni              | Ferrari 458 Italia GT2       | 62  |
| 59              | GTD  | 30  | MOMO NGT Motorsport                      | Henrique Cisneros Kuba Giermaziak Christina Nielsen                | Porsche 911 GT America       | 61  |
| 60              | GTD  | 71  | Park Place Motorsports                   | Kévin Estre Patrick Lindsey Jim Norman Mike Vess                   | Porsche 911 GT America       | 34  |
| 61              | P    | 78  | Starworks Motorsport                     | Alex Popow Scott Mayer Sebastián Saavedra Pierre Kaffer            | Riley MkXXVI                 | 26  |
| 62              | GTD  | 33  | Riley Motorsports                        | Jeroen Bleekemolen Sebastiaan Bleekemolen Ben Keating              | SRT Viper GT3-R              | 13  |
| Nicht gestartet |      |     |                                          |                                                                    |                              |     |
| 63              | GTD  | 18  | Mühlner Motorsports America              | Earl Bamber Nico Verdonck                                          | Porsche 911 GT America       | 1   |

1 nicht gestartet

### Nur in der Meldeliste
Hier finden sich Teams, Fahrer und Fahrzeuge, die ursprünglich für das Rennen gemeldet waren, aber aus den unterschiedlichsten Gründen daran nicht teilnahmen.
| Pos. | Klasse | Nr. | Team                 | Fahrer | Chassis                 |
| ---- | ------ | --- | -------------------- | ------ | ----------------------- |
| 64   | PC     | 7   | Starworks Motorsport |        | Oreca FLM09             |
| 65   | P      | 24  | Millennium Racing    |        | Oreca 03                |
| 66   | GTD    | 64  | Scuderia Corsa       |        | Ferrari 458 Italia      |
| 67   | GTLM   | 97  | Aston Martin Racing  |        | Aston Martin V8 Vantage |
| 68   | GTD    | 556 | Level 5 Motorsports  |        | Ferrari 458 Italia      |

### Klassensieger
| Klasse | Fahrer       | Fahrer              | Fahrer            | Fahrzeug               | Platzierung im Gesamtklassement |
| ------ | ------------ | ------------------- | ----------------- | ---------------------- | ------------------------------- |
| P      | Scott Pruett | Memo Rojas          | Marino Franchitti | Riley MkXXVI           | Gesamtsieg                      |
| PC     | Colin Braun  | Jon Bennett         | James Gue         | Oreca FLM09            | Rang 10                         |
| GTLM   | Patrick Long | Michael Christensen | Jörg Bergmeister  | Porsche 911 RSR        | Rang 12                         |
| GTD    | Andy Lally   | John Potter         | Marco Seefried    | Porsche 911 GT America | Rang 23                         |

### Renndaten
- Gemeldet: 68
- Gestartet: 62
- Gewertet: 45
- Rennklassen: 4
- Zuschauer: unbekannt
- Wetter am Renntag: warm und trocken
- Streckenlänge: 6,019 km
- Fahrzeit des Siegerteams: 12:00:09,985 Stunden
- Gesamtrunden des Siegerteams: 291
- Gesamtdistanz des Siegerteams: 1751,529 km
- Siegerschnitt: 145,926 km/h
- Pole Position: Sébastien Bourdais – Chevrolet Corvette DP (#5) – 1:51,917 – 193,609 km/h
- Schnellste Rennrunde: Ryan Dalziel – HPD ARX-03b (#1) – 1:52,134
- Rennserie: 2. Lauf zur United SportsCar Championship 2014